# Malakia Toroszelidze
Malakia Toroszelidze (gruz. მალაქია ტოროშელიძე, ros. Малакия Георгиевич Торошелидзе, ur. 15 marca 1880 we wsi Schwawi w guberni kutaiskiej, zm. 9 lipca 1937 w Tbilisi) – gruziński i radziecki pisarz i działacz polityczny, wicepremier Gruzińskiej SRR (1931-1934).

## Życiorys
W 1902 wstąpił do SDPRR, w 1910 ukończył studia na Wydziale Prawnym Uniwersytetu Genewskiego, w 1911 został członkiem Centralnego Zarządu Spółdzielni Spożywców Gruzji. Był członkiem Kaukaskiego Komitetu Krajowego RKP(b) i od marca co września 1921 (po radzieckim podboju Gruzji) członkiem obwodowego komitetu rewolucyjnego w Batumi, 27 sierpnia 1921 został zastępcą członka Prezydium KC Komunistycznej Partii (bolszewików) Gruzji, a 7 marca 1922 przewodniczącym Najwyższa Rada Gospodarki Narodowej Gruzińskiej SRR. Od kwietnia do października 1922 był sekretarzem KC KP(b)G, od 4 lipca 1922 zastępcą przewodniczącego Wyższej Rady Ekonomicznej Zakaukaskiej FSRR, od września 1922 szefem Zarządu Kolei Zakaukaskiej, a 1922-1924 przewodniczącym Zarządu Centralnego Związku Spółdzielni Spożywców Gruzińskiej SRR „Cekawsziri” i przewodniczącym Państwowej Komisji Planowej przy Radzie Komisarzy Ludowych Zakaukaskiej FSRR. Od września 1928 do września 1930 był rektorem Tbiliskiego Uniwersytetu Państwowego, od 1929 do czerwca 1932 zastępcą członka Prezydium/Biura KC KP(b)G, a 1931-1934 przewodniczącym Państwowej Komisji Planowej przy Radzie Komisarzy Ludowych Gruzińskiej SRR i jednocześnie zastępcą przewodniczącego Rady Komisarzy Ludowych Gruzińskiej SRR. W 1934 został członkiem Biura KC KP(b)G, 1934-1935 zajmował stanowisko dyrektora gruzińskiej filii Instytutu Marksa-Engelsa-Lenina przy KC WKP(b), jednocześnie był przewodniczącym Związku Radzieckich Pisarzy Gruzji, później został wykładowcą materializmu dialektycznego Tbiliskiego Uniwersytetu Państwowego, a od czerwca do września 1936 ludowym komisarzem oświaty Gruzińskiej SRR. 9 września 1936 został aresztowany i następnie rozstrzelany podczas wielkiego terroru.